# Kjerkestappen

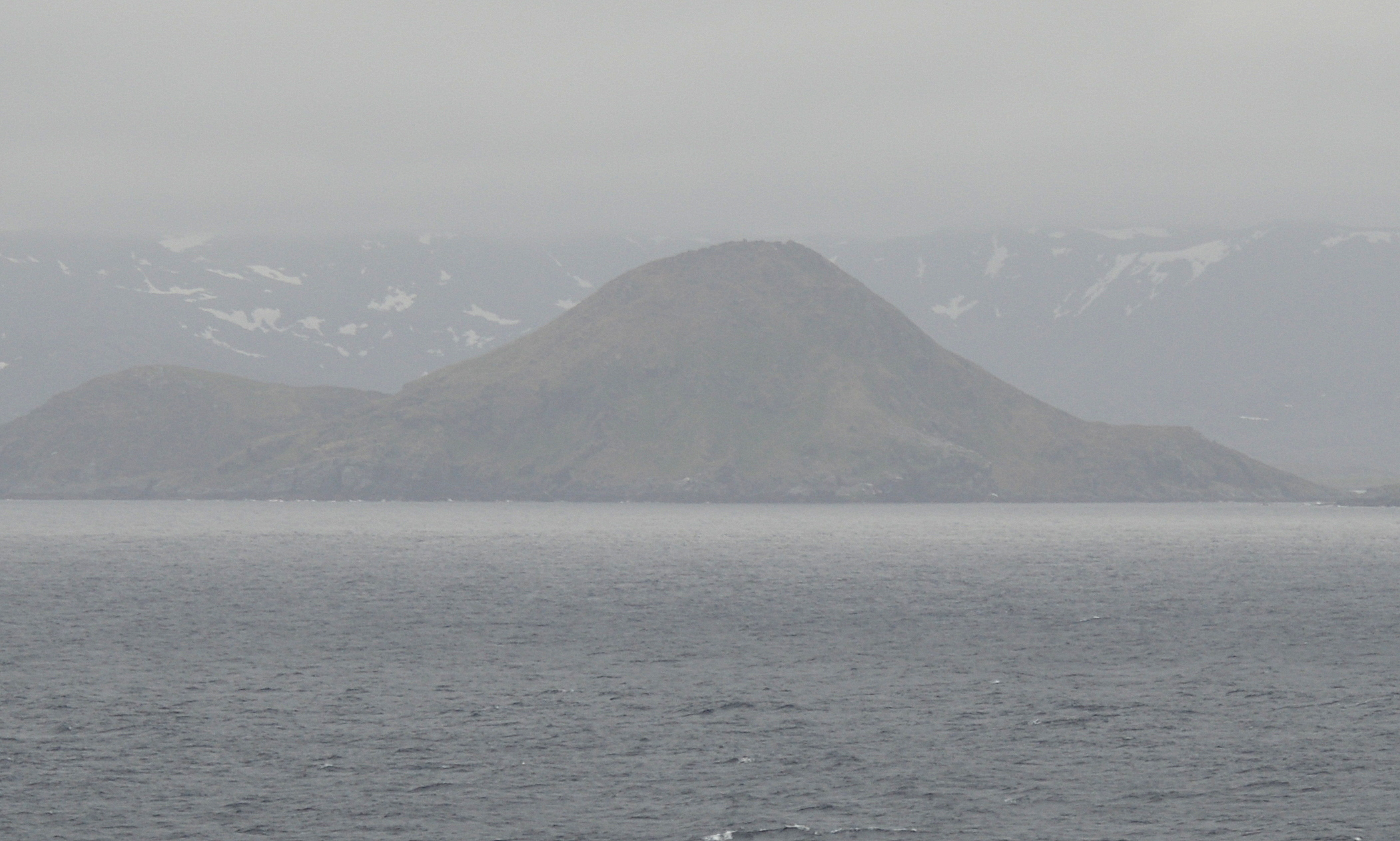
Kjerkestappen, Blick von Norden, links schließt sich Bukkstappen an

Kjerkestappen ist eine unbewohnte Insel in Norwegen und gehört zur Gemeinde Nordkapp in der norwegischen Provinz Finnmark.
Sie gehört zur als Naturschutzgebiet ausgewiesenen Inselgruppe Gjesværstappan im Europäischen Nordmeer. Auf ihrer Nordwestseite liegt mit Storstappen die größte Insel der Gruppe. Südöstlich befindet sich Bukkstappen, nordöstlich die kleinere Inselgruppe Brødskjæran. Kjerkestappen ist in West-Ost-Richtung etwa 900 Meter lang bei einer Breite von bis zu 600 Metern. Die höchste Stelle Kjerkestappens erhebt sich 166 Meter über den Meeresspiegel.
In der Vergangenheit war die Insel bewohnt und verfügte bis 1753 auch über eine Kirche. Im August 1795 übernachteten der spätere französische König Louis-Philippe I., der Graf Gustave de Montjoie, der Pfarrer von Måsøy, Tobias Brodtkorb Bernhoft und wohl auch der Diener Baudoin auf ihrer Reise zum nahe gelegenen Nordkap beim Fischer Bastian Abrahamsen Rosenkrantz auf der Insel. Auf der Insel leben heute viele Seevögel. Das Naturschutzgebiet zu dem die Insel gehört besteht seit dem 28. Januar 1983.